# Servetstraat (Utrecht)
De Servetstraat is een korte straat in het centrum van de Nederlandse stad Utrecht. Zij is gelegen aan de voet van de Domtoren.
In bredere zin vormt de ruwweg 40 meter lange Servetstraat de verbinding tussen de Zadelstraat en het Domplein. Of anders gezegd: voorheen de route van de burgers naar de machtige geestelijken. De straat begint aan de westzijde ter hoogte van de Maartensbrug. De oostzijde eindigt bij de onderdoorgang van de Domtoren. Vanaf de middeleeuwen lag aan de Servetstraat het paleis van de bisschop. Aan de andere zijde van de weg lag vanaf circa het jaar 1040 het keizerlijk paleis Lofen. Tussen 1570 en 1670 is de straat verbreed. Vanaf het eind van de 19e eeuw tot 1938 reden er trams door de Servetstraat (tramlijn 2). In 2008 zijn de contouren van het hier gelegen Romeinse fort Traiectum in de bestrating zichtbaar gemaakt door een metalen rand.
De oudst bekende vermelding omtrent deze straatnaam dateert uit 1717 met in de Servetsteeg alias onder den dom. Vermeldingen van daarvoor verwijzen met name naar de Dom of de locatie van de burcht Trecht. Uiteindelijk is in 1883 de straatnaam Servetsteeg gewijzigd naar Servetstraat. Hoe servet in de straatnaam terecht is gekomen, is niet duidelijk. In het verleden is weleens geopperd dat het een familienaam betreft of met servetten als tafelgerei te maken heeft.
Activiteiten op het gebied van handel, ambachten enzovoort waren al vroeg aanwezig in deze straat. Anselmus, de oudst bekende apotheker van Nederland, had hier rond 1276 zijn winkel. Omstreeks 1300 bevonden zich hofsteden en craemsteden in de straat. Het gruithuis was er rond 1400 gevestigd. Qua boekdrukkers was onder meer Jan van Doesborch hier werkzaam in de eerste helft van de 16e eeuw. De tuinarchitect Hendrik van Lunteren had in de Servetstraat in de 19e eeuw kwekerij Flora’s Hof. Vandaag de dag ligt er een tuin onder dezelfde noemer.
3e Buurkerksteeg ·
A.B.C.-straat ·
Abraham Dolesteeg ·
Achter de Dom ·
Achter St.-Pieter ·
Agnietenstraat ·
Ambachtstraat ·
Annastraat ·
Bakkerstraat ·
Breedstraat ·
Boothstraat ·
Boterstraat ·
Brigittenstraat ·
Bijlhouwerstraat ·
Catharijnekade ·
Catharijnesingel ·
Choorstraat ·
Croeselaan ·
Domplein ·
Domstraat ·
Donkere Gaard ·
Donkerstraat ·
Dorstige Hartsteeg ·
Drakenburgstraat ·
Drieharingstraat ·
Drift ·
Eligenstraat ·
Ganzenmarkt ·
Geertekerkhof ·
Hamburgerstraat ·
Hamsteeg ·
Hanengeschrei ·
Hardebollenstraat ·
Haverstraat ·
Hekelsteeg ·
Herenstraat ·
Hoogt ·
Jaarbeursplein ·
Jacobsgasthuissteeg ·
Jacobijnenstraat ·
Jansdam ·
Janskerkhof ·
Jansveld ·
Jodenrijtje ·
Keistraat ·
Keizerstraat ·
Kintgenshaven ·
Kleine Slachtstraat ·
Korte Jansstraat ·
Korte Lauwerstraat ·
Korte Minrebroederstraat ·
Korte Nieuwstraat ·
Korte Smeestraat ·
Kromme Nieuwegracht ·
Lange Elisabethstraat ·
Lange Jansstraat ·
Lange Jufferstraat ·
Lange Lauwerstraat ·
Lange Nieuwstraat ·
Lange Smeestraat ·
Lange Viestraat ·
Lauwersteeg ·
Leidseveer ·
Lichte Gaard ·
Loeff Berchmakerstraat ·
Lucasbolwerk ·
Lijnmarkt ·
Mariahoek ·
Mariaplaats ·
Massegast ·
Minrebroederstraat ·
Moreelsepark ·
Muntstraat ·
Neude ·
Nicolaas Beetsstraat ·
Nieuwegracht ·
Nobeldwarsstraat ·
Nobelstraat ·
Oudegracht ·
Oudkerkhof ·
Paardenveld ·
Pieterskerkhof ·
Pieterstraat ·
Plompetorenbrug ·
Plompetorengracht ·
Potterstraat ·
Predikherenkerkhof ·
Predikherenstraat ·
Ridderschapstraat ·
Servetstraat ·
Slachtstraat ·
St.-Jacobsstraat ·
Springweg ·
Stadhuisbrug ·
Steenweg ·
Sterrenburg ·
Strosteeg ·
Telingstraat ·
Tolsteegbarrière ·
Tolsteegbrug ·
Trans ·
Twijnstraat en Twijnstraat aan de Werf ·
Van Asch van Wijckskade ·
Vinkenburgstraat ·
Vismarkt ·
Voetiusstraat ·
Voorstraat ·
Vredenburg ·
Waterstraat ·
Wed ·
Wittevrouwenstraat ·
Wijde Begijnestraat ·
Zadelstraat ·
Zakkendragerssteeg ·
Zuilenstraat ·
Zwaansteeg